# Крилов Олексій Гаврилович
Олексій Гаврилович Крилов (* 15 грудня 1913, Могильов, Білорусь, за іншою версією у Дніпропетровську — † 1991, Дніпропетровськ) — український дитячий поет, який творив російською мовою. Класик дитячої літератури XX сторіччя.

## Біографія
Народився в родині юриста. Початкову і вищу освіту отримав у Дніпропетровську — закінчив Національну металургійну академію України. Після війни працював слюсарем, механіком, інженером. Згодом отримав посаду літпрацівника в місцевій періодичній пресі. Тоді ж починає писати перші байки і знаходить перших прихильників. Сатиричні публікації Олексія Гавриловича в пресі зробили йому неабияку славу на Дніпропетровщині і за її межами — у 1948 разом з делегацією дніпропетровських письменників Крилов поїхав до Москви, де його байками зацікавилися журналісти «Комсомольської правди». Зі зміною керівництва СРСР у 1965 році, Крилова звільнюють із посади голови видавництва «Промінь», він переносить інфаркт.
1960 року виходить його магнум-опус — дитяча книга «Кот Василий». Вірші «Кот Василий», «Сверчок», «Козёл Мефодий», «Храбрый заяц» і досі читають та люблять українські та російські діти. Загальний тираж книжок Олексія Гавриловича перевищує 9 мільйонів примірників — вони були перекладені німецькою та польською мовами.
У 1987 році, намагаючись підвісити віконний карніз, Крилов впав і сильно пошкодив хребет. Ще чотири роки письменник хворів і терпів нестерпний біль. Помер 1991 року.